# Fusarium oxysporum f. sp. cubense
Fusarium oxysporum f. sp. cubense ist eine forma specialis, die verschiedene Schlauchpilze aus dem Fusarium-oxysporum-Artkomplex zusammenfasst. Fusarium oxysporum f. sp. cubense bildet weißliches bis violettes Myzel, das sich asexuell über die Bildung von Konidiosporen verbreitet. Es befällt verschiedene Bananenarten (Musa spp.) und ruft in ihnen die Panamakrankheit, eine Form der Fusariose, hervor. Der Befall mit dem Pilz äußert sich in einer rotbraunen Verfärbung des Xylems der Wirtspflanze, gefolgt von Gelbfärbung, Welke und Längsspaltung der Blätter. Fusarium oxysporum f. sp. cubense stammt wahrscheinlich aus Südostasien und verbreitete sich über Australien aus in den Tropen der Alten und Neuen Welt. Es wird in vier wirtsspezifische Rassen unterteilt, deren systematischen Beziehungen sowohl untereinander als auch zu anderen Fusarium-Taxa komplex sind. Neben individueller Mutation haben sich die vier Rassen wahrscheinlich auch durch horizontalen Gentransfer und parasexuellen Genaustausch entwickelt.

## Morphologie
Morphologisch lässt sich Fusarium oxysporum f. sp. cubense (Foc) nicht von anderen F.-oxysporum-Formen unterscheiden. In Nährlösungen aus Kartoffelstärke und Temperaturen von 24 °C wachsen Kulturen des Pilzes 4 bis 7 mm pro Tag und bilden weißes bis violettes, oberflächliches Myzel. Seine Sporodochien sind bräunlich bis orange, seine Sklerotien blau und werden unter der Substratoberfläche gebildet. F. oxysporum f. sp. cubense bildet Mikro- und Makrokonidien über Monophialiden aus. Die Mikrokonidien des Pilzes entspringen an falschen Köpfen und messen 5–16 × 2,4–3,5 µm. Sie bestehen aus ein bis zwei Zellen und sind oval bis nierenförmig. Die sichelförmigen Makrokonidien erreichen Größen von 27–55 × 3,3–5,5 µm. Sie sind vier- bis achtzellig, wobei die basalste Zelle fußartig geformt ist. Der Pilz bildet Chlamydosporen aus, die der Überdauerung dienen. Sie entstehen einzeln oder paarweise an den Endzellen und Zwischensegmenten von Hyphen und Konidien, sind kugelförmig und weisen einen Durchmesser von 7–11 µm auf.

## Befallssymptome
Eine Infektion mit Fusarium oxysporum f. sp. cubense macht sich zunächst in den Wurzeln bemerkbar und zeichnet sich dort durch eine Verfärbung des Xylems ins Rotbraune aus. Die Verfärbung setzt sich von dort aus ins Rhizom fort und fällt am stärksten an der Kontaktstelle von Rinde und Leitbündeln aus. Später macht sie sich auch in großen Teilen des Pseudostamms bemerkbar. Im Schlussstadium des Befalls verfärben sich zunächst die ältesten Blätter der Wirtspflanze gelb und spalten sich in der Mitte. Nach und nach zeigen auch jüngere Blätter Symptome in Form von Gelbverfärbung und Welke. In Folge des Befalls stirbt die Pflanze meist ab und produziert keine Früchte mehr, was vor allem in ohnehin anfälligen Monokulturen zum Komplettverlust der Ernte führen kann.

## Fortpflanzung und Verbreitung
Für Fusarium oxysporum f. sp. cubense ist keine Hauptfrucht bekannt, die auf sexuellem Weg Sporen produziert. Allerdings deuten genetische Ähnlichkeiten zu ansonsten eher entfernten Verwandten darauf hin, dass es für die Pilze Mechanismen gibt oder gab, die die Rekombination von DNA ermöglichten. Ob es sich dabei um sexuelle Fortpflanzung über eine Hauptfruchtform oder parasexuelle Verschmelzung von DNA-Strängen (etwa durch Vereinigung von kompatiblem Myzel) handelt, ist unklar. Die gängige Fortpflanzungsstrategie des Pilzes besteht allerdings in der Ausbildung von Konidien, die von Hyphen abgeschnürt werden. Sie keimen in einem neuen Myzel, wenn sie auf ein geeignetes Substrat fallen. Sie können bis zu 30 Jahre fruchtbar bleiben und gegebenenfalls auch auf Pflanzen überdauern, die nicht zu ihrem eigentlichen Wirtsspektrum zählen. Die Verbreitung des Myzels und der Konidien kann über Stecklinge erfolgen, aber auch durch fließendes Wasser oder über den Erdboden. Auf Plantagen sind daneben oft Werkzeuge und Maschinen Vektoren für den Pilz.

## Taxonomie und Systematik
Fusarium oxysporum f. sp. cubense wurde 1910 von Erwin Fink Smith als Fusarium cubense erstbeschrieben und 1940 von William Cowperthwaite Snyder und Hans Nicholas Hansen von einer Art in eine forma specialis von Fusarium oxysporum gestellt. Dieser Schritt wurde von beiden damit begründet, dass alle dem neukonzipierten F. oxysporum zugeschlagenen Formen morphologisch nicht unterscheidbar seien und sich lediglich anhand ihrer Wirte identifizieren ließen. Die Klassifizierung von F. oxysporum f. sp. cubense gestaltet sich bis heute schwierig, weil den darunter gefassten Proben und Exemplaren keine einheitliche Verwandtschaftsbeziehung zugerechnet werden kann. Mehrere widersprüchliche Ergebnisse aus molekularbiologischen Untersuchungen legen nahe, dass sich das Genom der Proben aus vielen verschiedenen Quellen zusammensetzt. Weder aus morphologischer noch aus phylogenetischer Sicht dürfte das Taxon deshalb sinnvoll eingrenzbar sein. Ein zusätzliches Problem stellt das Konzept der forma specialis dar, dessen einziges taxonomisches Charakteristikum die Bindung an einen bestimmten Wirt darstellt.
Anhand ihrer Wirte werden F.-oxysporum-f.-sp.-cubense-Stämme in vier verschiedene Rassen unterteilt:
- Rasse 1: Befällt die Bananensorten 'Gros Michel', 'Silk', 'Pome' und 'Pisang awak'. Sie vernichtete bis 1960 den gesamten Bestand von Gros Michel in exportorientierten Plantagen in Mittelamerika, ausgehend von Panama, weswegen die Krankheit die der Pilz in Bananen erzeugt auch als 'Panamakrankheit' bekannt ist.[8]
- Rasse 2: Befällt die Bananensorte 'Bluggoe' und andere, verwandte ABB-Kochbananen.
- Rasse 3: Befällt verschiedene Heliconia-Arten, wahrscheinlich nicht näher mit den anderen Rassen verwandt, und wird nicht mehr als Bananenschädling anerkannt.[9]
- Rasse 4: Befällt 'Cavendish', so wie alle Bananensorten die von den Rassen 1 und 2 befallen werden. Anfangs bezeichnete man nur die Foc-Stämme, die 'Cavendish' in den Subtropen (Australian, Kanaren und Südafrika) unter Stresssituationen (vor allem Kälte) befielen, als Rasse 4. Mittlerweile werden diese Stämme aber als Subtropische Rasse 4 (STR4) klassifiziert, um sie von den Stämmen, die in den Tropen 'Cavendish'-Bananen befallen, zu unterscheiden. Nach 1990 wurden immer mehr tropische Cavendish-Plantagen in Südostasien befallen, und ein neuer Stamm, die Tropische Rasse 4 (TR4) von Foc, wurde als Erreger identifiziert.

Bis Ende 2015 wurde TR4 in folgenden Regionen identifiziert:
- Australien (Northern Territory und Queensland)
- China (Hainan, Hunan, Guandong und Guangxi)
- Indonesien (Bali, Halmahera, Kalimantan, Java, Papua Provinz, Sulawesi und Sumatra)
- Jordanien
- Libanon
- Malaysia (Festland und Sarawak)
- Mosambik
- Oman
- Pakistan
- Philippinen (Mindanao)
- Taiwan

Mitte 2019 meldeten die Behörden Kolumbiens einen Befall mit TR4 in La Guajira im Norden des Landes.